# ARA-A4
La ARA-A4 o Autopista del Moncayo es una autopista autonómica de España, que conectará la N-232 y la AP-68 a la altura de Gallur con la futura A-15 a la altura de Tarazona (Zaragoza). En principio, esta autopista será de peaje.

## Tramos
| Denominación | Tramo          | Estado (2025)            | Longitud (km) |
| ------------ | -------------- | ------------------------ | ------------- |
|              | Gallur-Borja   | Estudio informativo      | -             |
|              | Borja-Tarazona | En redacción de proyecto | -             |